# Валиева, Юлия Мелисовна
Ю́лия Мели́совна Вали́ева (род. 11 сентября 1967, Ленинград) — российский литературовед, редактор, издатель, поэт, прозаик. Лауреат премии Андрея Белого 2011 года в номинации «Литературные проекты» за составление и редактирование фундаментальных антологий по новейшей истории петербургской поэзии «Лица петербургской поэзии. 1950—1990-е», «Сумерки „Сайгона“», «Время и Слово. Литературная студия Дворца пионеров».

## Биография
Юлия Валиева родилась 11 сентября 1967 года в Ленинграде. В 1981—1984 годах занималась у Н. А. Князевой в литературном клубе «Дерзание» Ленинградского Дворца пионеров. В 1983—1985 годах занималась в литературном объединении (ЛИТО) Виктора Сосноры. Участник квартирной выставки «Девять соратников» (1985), уличной выставки у Шереметьевского дворца, выставок неофициального искусства в Доме культуры работников пищевой промышленности, Культпросветучилища (1986).
Окончила филологический факультет Ленинградского государственного университета имени А. А. Жданова. В 1998 году защитила диссертацию на соискание учёной степени кандидата филологических наук по теме «Поэтический язык А. Введенского: (поэтическая картина мира)». В 1999—2006 годах заведовала кафедрой английского языка Невского института языка и культуры. С 2006 года работает на кафедре истории русской литературы филологического факультета Санкт-Петербургского университета; доцент. Преподаёт историю русской литературы XX века.
Специалист по творчеству обэриутов (статьи публиковались в журналах «Русская литература», «Russian literature», «Russian Studies»). Автор книги «Игра в бессмыслицу: поэтический мир Александра Введенского» (2007).
Стихи публиковались в самиздатовском журнале «Чёрный ход» (1983), проза («Четыре двадцать: роман-мультипликация») — в «Митином журнале», стихи и проза вместе в альманахе «Русский міръ» (2010).
Составитель нескольких фундаментальных антологий по новейшей истории петербургской поэзии: «Время и Слово. Литературная студия Дворца пионеров» (2006), «Сумерки „Сайгона“» (2009), «Лица петербургской поэзии, 1950—1990-е: автобиографии, авторское чтение» (2011).

## Награды и премии
- Лауреат премии Андрея Белого в номинации «Литературные проекты» (2011, за составление и редактирование книг «Лица петербургской поэзии. 1950—1990-е», «Сумерки „Сайгона“», «Время и Слово. Литературная студия Дворца пионеров»).[источник не указан 361 день]